# Oblique Parallax
Oblique Parallax ist ein Jazzalbum von Sun Ra. Die 1980 oder 1981 in Detroit entstandenen Aufnahmen erschienen 1981 (oder 1982) auf El Saturn Records. Weiterhin war das Album zusammen mit Beyond the Purple Star Zone auf einer ArtYard-CD mit dem Titel Detroit Jazz Center 1980 (2010) enthalten. Am 22. Mai 2015 wurde das Album in einer restaurierten Fassung wiederveröffentlicht.

## Hintergrund
Oblique Parallax ist eine Live-Aufnahme des Arkestra, in der Ras Klavierspiel im Vordergrund steht. Aufnahmeort könnte laut Vincent Chancey das Jazz Center Detroit sein, wo das Arkestra am 28. Juli 1981 aufgetreten sei. Die Sun Ra Online Discography geht von einem Mitschnitt im Dezember 1980 aus. In ihrem Buch The Earthly Recordings of Sun Ra (2. Auflage) schrieben Robert Campbell und Christopher Trent: „Das Arkestra war fast eine Woche lang ‚in Residenz‘ im Jazz Center in Detroit (ein Plakat im Besitz von [Schlagzeuger] Samarai Celestial wirbt für elf Auftritte [vom 26. Dezember 1980 bis zum 1. Januar 1981]). Rick Steiger und John Sinclair produzierten die Veranstaltungen. Gemälde aus Ras Privatsammlung waren in der Halle ausgestellt, Filme aus seiner Sammlung wurden gezeigt, und es wurde eine Diashow mit dem Titel Sun Ra Through the Ages mit Fotografien von Leni Sinclair präsentiert.“
Aus den über 26 Stunden aufgezeichneten Musik (einschließlich einiger Workshops am Nachmittag), die über sechs Tage entstanden waren, wurde Material für zwei LPs ausgewählt, die auf Sun Ras eigenem Label veröffentlicht wurden: Beyond the Purple Star Zone und Oblique Parallax. 2010 fasste das britische Label Art Yard den Inhalt beider LPs auf einer CD zusammen. Andere Bänder von den Detroit-Konzerten sind im Laufe der Jahre unter den Fans in Umlauf gekommen, und einige wurden als Bootlegs von minderer Qualität herausgegeben.
Oblique Parallax, das nominell Sun Ra’s Omniverse Jet-Set Arkestra (einer wechselnden Besetzung von langjährigen Arkestra-Hauptstützen sowie in Detroit ansässigen Spielern) zugeschrieben wird, präsentiert zunächst den Bandleader, der als Solist auf den Tracks 1 und 2 auftritt (die auf der Saturn-LP zu einem Titel zusammengefasst wurden), während in Track 3, „Celestial Realms“, in Triobesetzung mit Ra an den Keyboards, Vincent Chancey am Waldhorn und Samarai Celestial am Schlagzeug spielt. Bei Track 4, dem dreiteiligen „Journey Stars Beyond“ (Seite B auf der LP), treten weitere Spieler auf. Dieser ausgedehnte Track ist jedoch nicht die Aufzeichnung eines einzigen Auftritts; die Eröffnungssequenz mit dem Trio wurde während eines anderen Abends aufgenommen und weiter bearbeitet.
Für die Wiederveröffentlichung haben Timothy Stollenwerk und Irwin Chusid den Mitschnitt klanglich restauriert. Dazu schrieb Chusid in den Liner Notes: „Die Audioqualität dieser Aufnahmen ist vergleichbar mit vielen aufgezeichneten Sun Ra-Auftritten: fehlerhaft, aber gefühlvoll; Mid-Fidelity, aber mit hoher Oktanzahl. Wir haben versucht, so viel Verzerrung wie möglich aus dem Waldhorn und den Keyboards zu entfernen, aber letztendlich ist dieses Rauschen Teil der dokumentierten Aufführung und kann nicht einfach durch die vorhandene Technologie subtrahiert werden.“

## Titelliste
- Sun Ra: Oblique Parallax (El Saturn Records SR 72881)[2]

A1		Oblique Parallax 2:33

A2		Vista Omniverse 4:42

A3		Celestial Realms 4:48

B		Journey Stars Beyond 13:12
Die Kompositionen stammen von Sun Ra.

## Rezeption
Lindsay Planer verlieh dem Album in Allmusic vier Sterne und schrieb, wer sich für die Musik von Sun Ra interessiere, sollte diesen Mitschnitt … für eine exemplarische Sammlung des Avantgarde- und Free Jazz von einem der Meister des Genres suchen.